# Rhamdella eriarcha
Rhamdella eriarcha är en fiskart som först beskrevs av Eigenmann och Eigenmann, 1888.  Rhamdella eriarcha ingår i släktet Rhamdella och familjen Heptapteridae. Inga underarter finns listade i Catalogue of Life.